# Akiko Hayakawa
Akiko Hayakawa (jap. 早川 明子, Hayakawa Akiko) ist eine ehemalige japanische Fußballspielerin.

## Karriere

### Verein
Sie begann ihre Karriere bei Yomiuri SC Ladies Beleza.

### Nationalmannschaft
Hayakawa absolvierte ihr erstes Länderspiel für die japanischen Nationalmannschaft am 4. August 1987 gegen Taiwan. Insgesamt bestritt sie zwei Länderspiele für Japan.

## Errungene Titel
- Nihon Joshi Soccer League Best XI: 1990